# Heckensänger

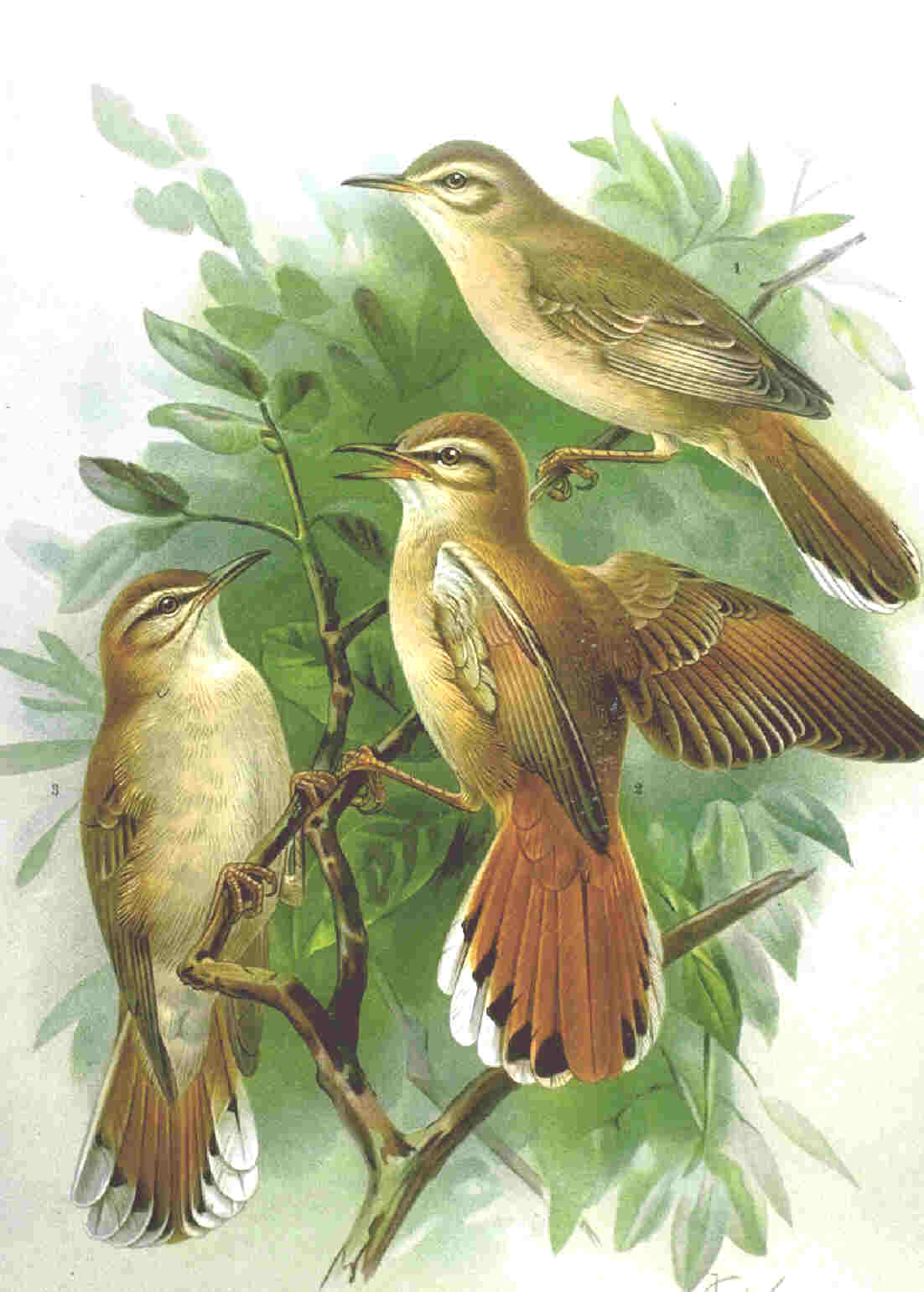
Heckensänger (Cercotrichas galactotes), Illustration

Der Heckensänger (Cercotrichas galactotes, Syn.: Erythropygia galactotes) ist eine Vogelart aus der Gattung Cercotrichas innerhalb der Familie der Fliegenschnäpper (Muscicapidae).

## Beschreibung
Er wird gut 15 Zentimeter lang, ist schlank, für einen Fliegenschnäpper relativ langbeinig und ziemlich drosselähnlich. An seinem langen, kastanienbraunen Fächerschwanz, der an der Spitze breit schwarzweiß gesäumt ist, kann man ihn schnell erkennen. Die Oberseite ist braunrot bis braungrau gefärbt. Der Heckensänger hat zudem einen ausgeprägten rahmfarbenen Überaugenstreif und eine sandfarbene Unterseite.

## Lebensweise
Der Heckensänger bewohnt Gärten, Weinberge, Palmen- und Olivenhaine. Er sitzt auffällig auf Büschen und am Boden mit hängenden Flügeln und richtet seinen langen, gefächerten Schwanz senkrecht auf. Oft verhält er sich recht heimlich, ist aber nicht besonders scheu. Er singt auf freier Warte, auf Telefondrähten oder im langsamen, niedergehenden Flug. Der etwas an die Feldlerche erinnernde Gesang ist sehr wohltönend, aber abgerissen und im Umfang wechselnd. Sein Lockruf ist ein hartes „Teck“.

### Nahrung
Heckensänger leben von Würmern, Ameisen, Käfern und Früchten.

### Nest
Das Nest befindet sich in Hecken von Opuntien und Palmbüschen. Es wird aus Gras und Zweigen etwa zwei Meter über dem Boden angelegt und mit Pflanzenfasern, gelegentlich auch Teilen von Schlangenhäuten gepolstert. Er ist ein Zugvogel und wandert im Winter in südlichere Gegenden.

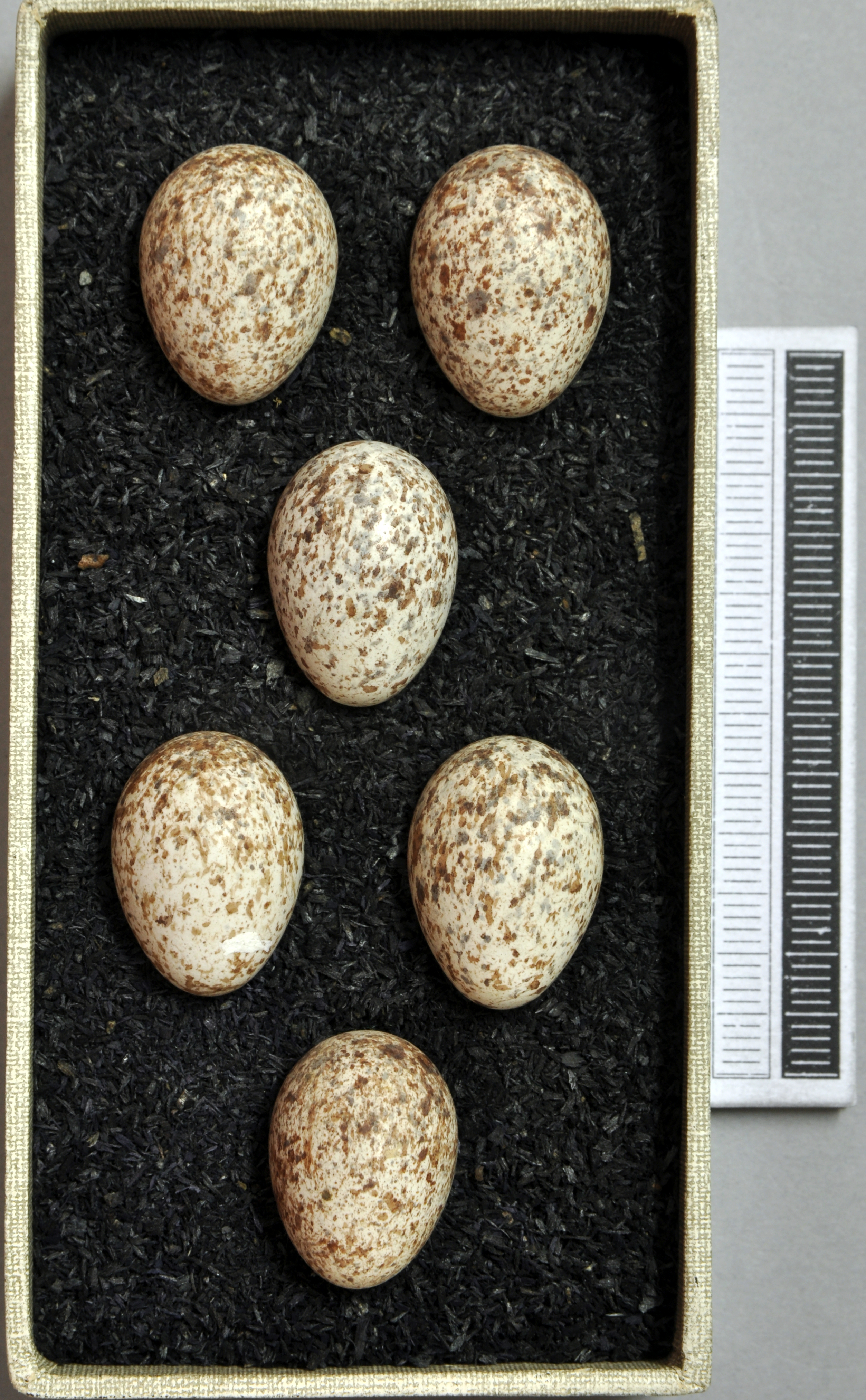
Gelege, Sammlung Museum Wiesbaden
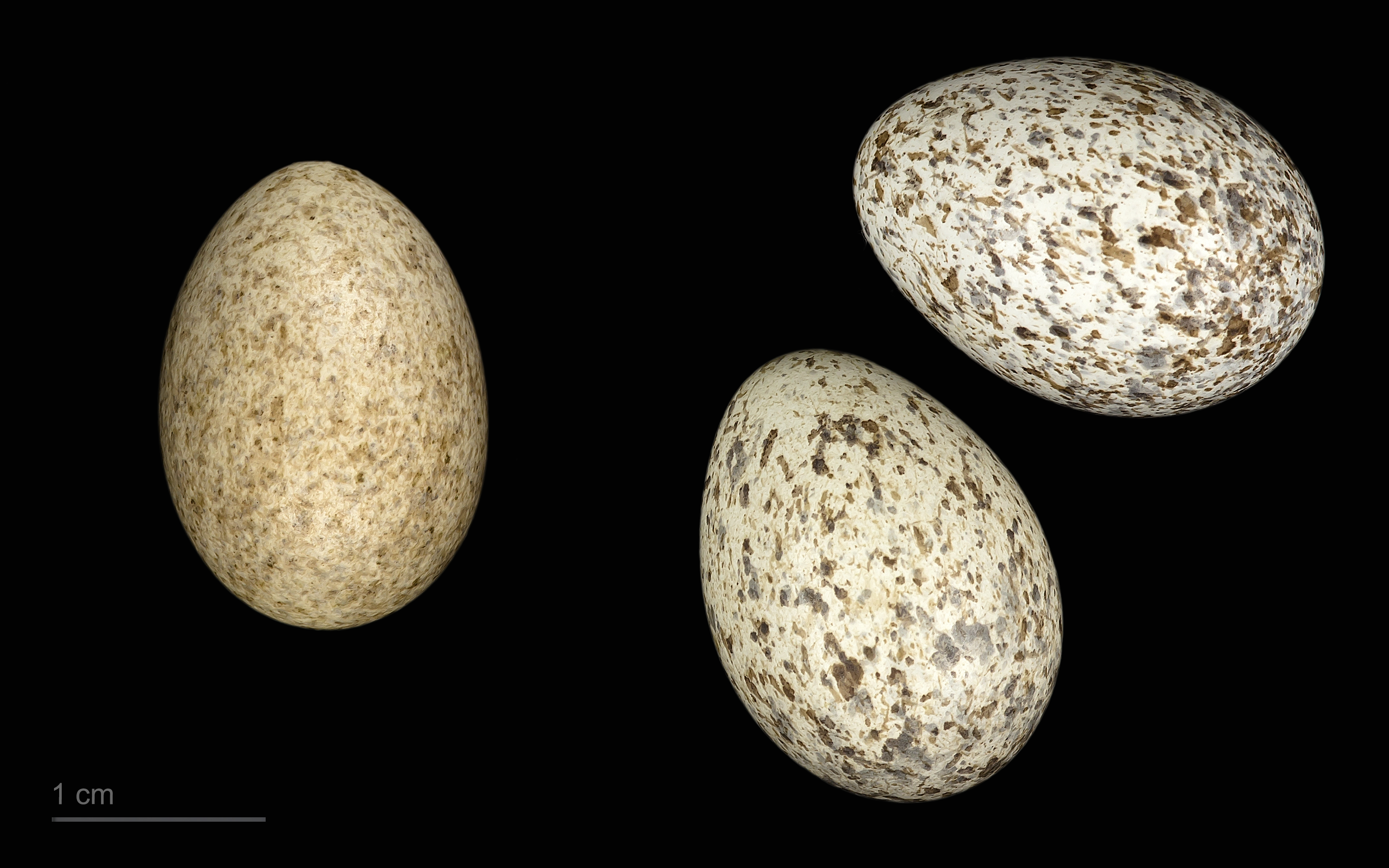
Links: Cuculus canorus canorus rechts: Cercotrichas galactotes, Sammlung Museum von Toulouse

## Unterarten und deren Verbreitung
Die Unterart Cercotrichas galactotes familiaris (Ménétriés, 1832) kommt in Transkaukasien, in der südöstlichen Türkei, im Irak und im nordöstlichen und östlichen Saudi-Arabien östlich bis zum südlichen Kasachstan, dem östlichen Iran, dem östlichen Afghanistan und westlichen Pakistan vor.
Bei der Unterart Cercotrichas galactotes galactotes (Temminck, 1820) ist die ganze Oberseite fuchsig braunrot. Sie kommt auf der Iberischen Halbinsel, Nordafrika, Israel und dem südwestlichen Syrien vor und hat in Südfrankreich gebrütet.
Bei der Unterart Cercotrichas galactotes syriaca (Hemprich & Ehrenberg, 1833) beschränkt sich das Kastanienbraun auf Bürzel und Schwanz, die übrige Oberseite ist graubraun. Sie ist auf der Balkanhalbinsel und in Griechenland, in der westlichen und südlichen Türkei, im westlichen Syrien und im Libanon verbreitet.
Außerdem werden noch zwei afrikanischen Unterarten Cercotrichas galactotes hamertoni (Ogilvie-Grant, 1906) und Cercotrichas galactotes minor (Cabanis, 1850) unterschieden.